# Malthonica eleonorae
Malthonica eleonorae är en spindelart som först beskrevs av Brignoli 1974.  Malthonica eleonorae ingår i släktet Malthonica och familjen trattspindlar. Inga underarter finns listade i Catalogue of Life.